# Multimonitor

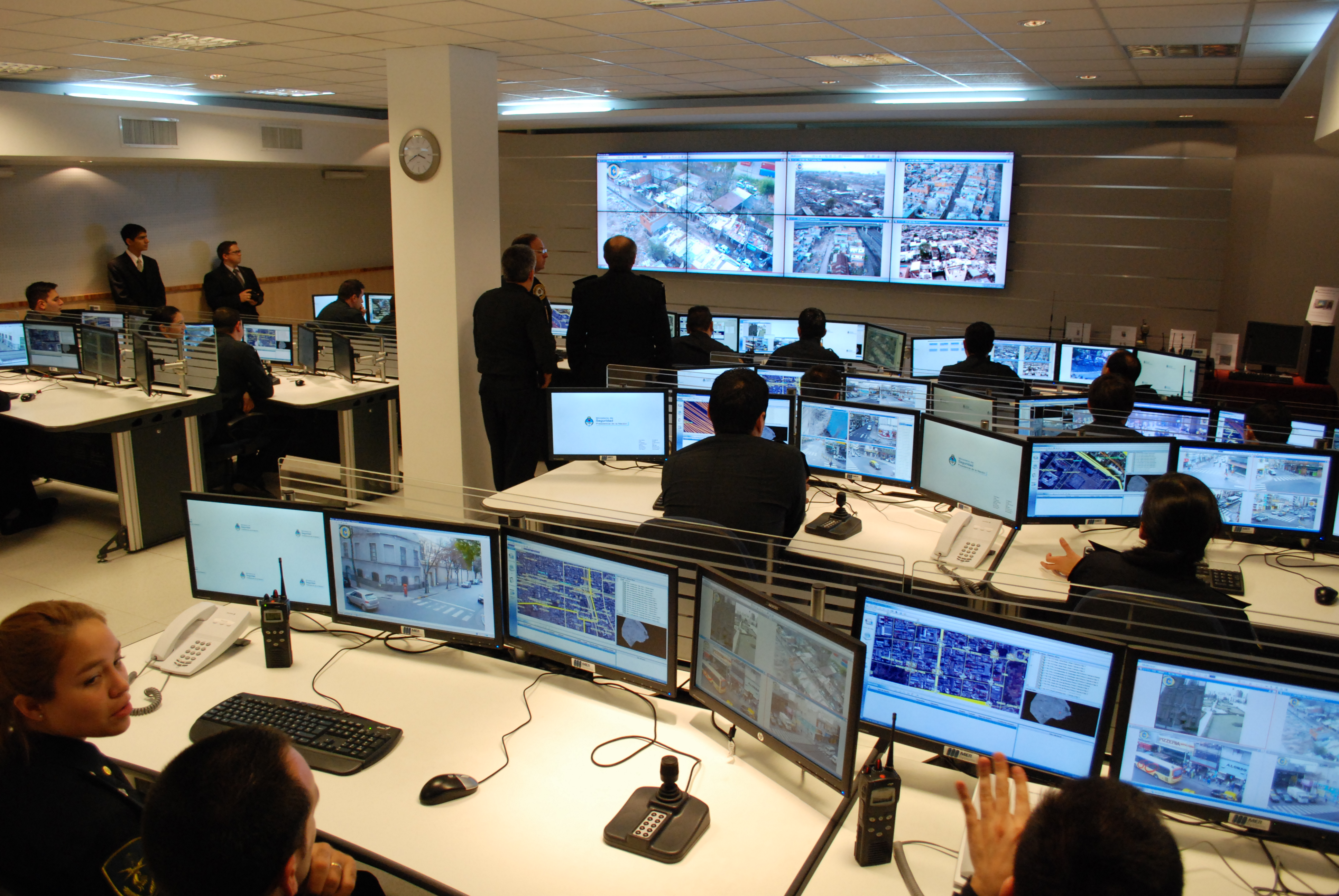
Varios sistemas multipantalla en una sala de vigilancia.

Multi-monitor, también llamado sistema multipantalla, es el uso de múltiples dispositivos de visualización físicos tales como monitores, televisores y proyectores, para aumentar el área de visión disponible para programas de computadora que se ejecutan en un solo sistema informático. Los estudios de investigación muestran que, en función del tipo de trabajo, los sistemas multipantalla pueden aumentar la productividad hasta en un 50-70%.

## PC Multi - monitor único
Poner monitores múltiples puede ser una manera económica de mejorar el uso de computadora. Incrementa el área de visualización, aunque todavía es limitado por el tamaño, la solución y número de los monitores. Los monitores usados para cabeza doble pueden ser tipos diferentes (LCD o CRT) y los tamaños. El sistema operativo lleva las soluciones de los monitores por separado.
El producto de vídeo sobre una computadora es generado por una tarjeta de vídeo y es interpretado y exhibido por una variedad de dispositivos. Las tarjetas de vídeo están típicamente conectadas con un monitor (el de tipo TRC o el tipo de LCD), algunas veces están conectados a un equipo de proyección o a juegos de la televisión cada vez más. Como consecuencia de esta tendencia, los fabricantes han producido tarjetas de vídeo que pueden conectarse a algunos tipos de dispositivos de visualización que usan la interfaz apropiada. El soporte de monitor doble dependía de drivers de vídeo reservados para pocas tarjetas de video, pero recientemente, el soporte para la configuración de monitor doble viene como una característica usual en el Microsoft Windows, el SO X de Macintosh de Apple Computer, y sobre el X Window System.
Inicialmente, la interfaz de producto múltiple fue diseñada para exhibir la misma imagen sobre todas interfaces de producto (referidas a reflejar o clonar a veces). Esto reflejó el hecho de que estas tarjetas de vídeo fueron usadas originalmente en las presentaciones donde el usuario tenía de cara típicamente a la audiencia con un duplicado de la imagen proyectada asequible al presentador. Este concepto fue desarrollado por fabricantes más lejos y resultó en el " Ampliado" o modo "Visualizaciones independientes" y el "Cruzar" o el modo de visualización de "Streched". En ambos estos modos, los dispositivos de visualización son colocados junto a sí en orden para crear la ilusión de que las dos visualizaciones son de manera lógica contiguas.
En el modo "Ampliado" el área de pantalla adicional es creada sobre monitores adicionales. Cada monitor puede usar ajustes diferentes (la solución, el color, el refresco de pantalla).
Alternativamente, algunas tarjetas de vídeo pueden "Cruzar" el área de pantalla existente al otro lado de dos monitores más que crear el espacio de pantalla adicional. Esto está consumado usando una solución de ancho de pantalla como 2048x768. Es decir 2 monitores en la solución de 1024x768 cada uno. Cada monitor tiene que tener la misma resolución y los ajustes de profundidad de color, y a menudo la misma velocidad de refresco.
Los tres competidores comerciales principales son ATI Technologies con su Hydravision, Matrox con su multi-visualización de DualHead y el nView de Nvidia. La tecnología estaba una vez limitada al mercado de gráficos profesional, pero con el advenimiento de unidades de procesamiento de ilustración gráfica más poderosas, y el combinar del software con las tarjetas de visualización respectivas, la penetración al mercado del consumidor ha estado activada.

## PC Multi - monitor múltiple
Usando Xdmx, que es un servidor apoderado del sistema de ventanas X, es posible tener muchos más monitores visualizados en un escritorio virtual solo. La visualización de LambdaVision usa 55 monitores de LCD que están conectado con 32 PC’s. Esto resulta en una visualización de 17600 x 6000 píxeles. Mientras la extensión de xinerama a está activada, GNOME puede usar la pantalla entera.
Sobre PC de Windows, Maxivista y Zonescreen le arrendaron configuración modo PC multi- monitor múltiple por controladores de visualización virtuales y software del cliente (a usted). La multiplicidad efectúa una función similar, aunque manipula las pantallas de los clientes existentes más que proyectar una idea remota.
Sobre Mac ScreenRecycler le arrienda configuración PC / Mac modo multi- monitor múltiple (a usted) rápidamente a través de controladores de visualización virtuales y VNC. Cada uno de éstos también pueden ser la instalación para admitir el compartimiento de escritorio.

## Desventajas
La desventaja principal para el uso de monitores dobles es que los recursos de la tarjeta de vídeo son reducidos a la mitad eficazmente cuando el segundo dispositivo de visualización es conectado. El poder de procesamiento reducido y la VRAM disponible para visualizarse cada uno podrían resultar en el rendimiento inaceptable sobre ambos dispositivos. En este caso, el segundo dispositivo de visualización podría estar conectado con un adaptador adicional de vídeo instalado en la computadora que dejaría el procesamiento completo y la capacidad de VRAM para cada dispositivo. Sin embargo, cuando las tarjetas gráficas más nuevas y poderosas son lanzadas al mercado, este problema no es pequeño.

## Herramientas
Las herramientas de multi-monitores disponibles con el sistema operativo, como el Microsoft Windows pueden ser muy restrictivas. La mayoría de los drivers para adaptadores de vídeo capaces de dirigir monitores múltiples aumentan las características del S.O. junto a ellos mismos. Aparte de los controladores de VGA pocas aplicaciones de la tercera parte han sido creadas para llenar las brechas que los sistemas operativos no han cumplido. Para el Windows, Ultramon es un servicio público de Shareware que le da mucho más control (al usuario) sobre las configuraciones de multi-monitor. ATI provee el software de Hydravision gratis para sus tarjetas.

## Tarjetas gráficas
La interfaz de las tarjetas gráficas de sistemas gobierna sobre qué ser necesario para la configuración. Las tarjetas de gráficos más nuevas vienen con 1 puerto de DVI y 1 puerto de VGA o 2 puertos de DVI generalmente. Los monitores de TRC utilizan el puerto de VGA generalmente pero los TRC más caros pueden usar el DVI y LCD que dependen del modelo pueden soportar cualquiera. Usuarios que tienen una tarjeta de gráficos con 2 puertos de DVI necesitarán que use un convertidor de DVI - VGA use un monitor de TRC en la configuración.
La configuración más común por un par de monitores es al lado (como describí arriba) A veces no es poco común que aquellos que trabajan con gráficos poner (a veces por los períodos de tiempo breves) un monitor encima de otro.

## Más que dos monitores

Una persona haciendo uso de multiples monitores (2)

Debido a que computadoras con dos o más interfaces de PCI Express y CPU de núcleo dobles se están poniendo más populares los usuarios de computadora más caros se sienten limitados a dos monitores movidos por un adaptador de gráficos principal solo. No es demasiado común ver usuarios con tres o incluso cuatro monitores se conectaban a un sistema con adaptadores de gráficos múltiples. Si una interfaz de PCI Express doble no está disponible, una tarjeta de gráficos de PCI usual puede ser usado al mismo tiempo que una tarjeta de PCI Express o AGP extenderse a dos o a más monitores. También, algunas tarjetas de Matrox soportan más de dos monitores con una tarjeta sola.

### Configuraciones multi-visualización
En muchas profesiones, que el uso de dos o más monitores puede ser conducido en una máquina no es nuevo. Mientras en el pasado, ha representado adaptadores de gráficos múltiples y se especializó el software, era común que ingenieros tuviesen al menos dos, si no mayor cantidad, visualizaciones de aumentar la productividad. Ahora que las configuraciones multi-monitor son más baratas, no es extraño ver que otros profesionales usen dos monitores para ver documentos rápidamente uno junto al otro. Esta ventaja ayuda a empujar la idea de una oficina electrónica, y está ayudando hacerlo más viable. Sin embargo, el uso de un monitor de ancho de pantalla doble también permite ver de dos documentos uno junto al otro.

## Otros usos

### Usos más viejos
Era, por un rato, una configuración popular para desarrolladores de software tener una visualización de VGA para el programa bajo el desarrollo y una tarjeta de Hercules de monocromo independiente que movía un monitor distinto para depurar. La primera computadora de Macintosh de soportar monitores múltiples era el Macintosh II. El Macintosh SE/30,que tenía un hueco adentro, también soportaba un segundo monitor que podía ser el color aunque el monitor principal solamente soportaba gris - escala.

### Otros artículos de interés
- El sistema de ordenador de mano de Nintendo DS tiene dos LCD de color puestas verticalmente.
- El Wacom Cintiq es un combo de pastilla/monitor de dibujo, a veces usado a solas, pero es usado como un monitor secundario a menudo.